# Drymoptila
Drymoptila là một chi bướm đêm thuộc họ Geometridae.

## Các loài
- Drymoptila temenitis Guest, 1887